# Poecilia dauli
Poecilia dauli és un peix de la família dels pecílids i de l'ordre dels ciprinodontiformes.

## Morfologia
Els mascles poden assolir els 1,7 cm de longitud total i les femelles els 1,9.

## Distribució geogràfica
Es troba a Sud-amèrica: Veneçuela.